# Le Touvet
 Le Touvet  es una población y comuna francesa, en la región de Ródano-Alpes, departamento de Isère, en el distrito de Grenoble. Es el chef-lieu del cantón de Le Touvet, aunque Crolles la supera en población.

## Demografía
| 1,115 | 1,278 | 1,562 | 1,857 | 2,229 | 2,824 |
| Para los censos de 1962 a 1999 la población legal corresponde a la población sin duplicidades (Fuente: INSEE [Consultar]) |       |       |       |       |       |